# Зв'язок в Австралії
В Австралії відмінно налагоджений внутрішній і міжнародний телекомунікаційний сервіс. Внутрішня супутникова система, у районах з низькою густотою населення давно використовується радіотелефонний зв'язок. Телекомунікаційна мережа країни підключена у Перті до оптволоконного телекомунікаційного підводного кабелю SEA-ME-WE 3, що забезпечує зв'язок з Азією, Близьким Сходом і Європою. Зв'язок з Новою Зеландією і США забезпечується за допомогою оптоволоконного підводного кабелю Southern Cross. Наземні супутникові станції, станом на 2015 рік: 10 Intelsat (4 з Індійського океану і 6 з Тихого), 2 Inmarsat (регіон Індійського і Тихого океанів), 2 Globalstar, 5 інших.

## Телефонія
Міжнародний телефонний код країни — 61. Загальна чисельність абонентів фіксованої телефонної мережі, станом на липень 2015 року, дорівнювала 9,08 млн, що у перерахунку на 100 мешканців становить 40 апаратів (22-ге місце у світі).
У країні діє декілька мереж мобільних операторів. Загальна чисельність абонентів (станом на 2015 рік) — 31,77 млн, що у перерахунку на 100 мешканців становить 140 апаратів (39-те місце у світі).

## Інтернет
Міжнародний інтернет-домен Австралії — .au, присвоєний Адміністрацією адресного простору Інтернет (англ. Internet Assigned Numbers Authority) згідно стандарту ISO 3166 Alpha-2.
Станом на 2012 рік в Австралії було зареєстровано 17,081 млн інтернет-хостів (8-ме місце у світі).
Станом на липень 2015 року в Австралії налічувалось 19,238 млн унікальних інтернет-користувачів (28-ме місце у світі), що становило 84,6 % від загальної кількості населення країни.

## Телерадіомовлення
Національна громадська Австралійська телерадіомовна компанія (англ. Australian Broadcasting Corporation; ABC) веде мовлення на численних теле- і радіоканалах як у межах країни, так і загалом у Азійсько-Тихоокеанському регіоні. Спеціальна служба мовлення (англ. Special Broadcasting Service; SBS)  — другий найбільший оператор теле- і радіоканалів у країні, веде мовлення різними мовами.

### Радіо
У країні, станом на 1998 рік, працювали 607 радіостанцій різних діапазонів: (AM — 262, FM — 345, на коротких хвилях — 1). Дві найбільші радіомережі, ABC і SBS, ведуть мовлення різними мовами у Азійсько-Тихоокеанському регіоні.

### Телебачення
У країні, станом на 1997 рік, працювали 104 телевізійні станції. Дві найбільші телерадіомережі, ABC і SBS, ведуть мовлення різними мовами у Азійсько-Тихоокеанському регіоні. Широко розповсюджене використання супутникових тарілок і кабельних мереж.

## Регулювання телекомунікаційного ринку
Уряд Австралії здійснює адміністрування діяльності компаній на телекомунікаційному ринку через міністерство зв'язку. Станом на 1 лютого 2017 року міністерство в уряді Малкольма Блая Тернбулла очолював Мітчелл Пітер Файфілд (англ. Mitchell Peter «Mitch» Fifield).